# Marion Donovan
Marion Donovan (* 15. Oktober 1917 in Fort Wayne, Indiana als Marion O’Brien; † 4. November 1998) war eine US-amerikanische Architektin und Erfinderin der Einwegwindel.

## Leben und Wirken
Geboren wurde sie 1917 in Fort Wayne, Indiana als Marion O’Brien. Ihre Mutter starb, als sie sieben Jahre alt war und so wuchs sie in einer Männerwelt auf, die von ihrem Vater geprägt war, der Getriebe für die Autoindustrie in seiner eigenen Werkstatt produzierte und auch zahlreiche Erfindungen tätigte.
Sie schloss das Studium der englischen Literatur 1939 in der Nähe von Philadelphia am Rosemont College ab und arbeitete in New York für die Modezeitschrift Vogue. Nach ihrer Hochzeit mit dem Geschäftsmann James Donovan zog sie nach Westport, Connecticut und wurde Hausfrau und Mutter.
1946 kam sie durch ihre Kinder auf die Idee, etwas gegen die ständig vollen und auslaufenden Windeln unternehmen zu müssen und besann sich auf ihre Wurzeln als Erfindertochter, um die Arbeit der Frauen mit dem Wickeln zu revolutionieren. Sie nähte auf ihrer Nähmaschine erste Windelhosen aus verschiedenen Duschvorhängen, die über der Stoffwindel getragen wurden. Anders als bei Gummihosen, die es damals als Windelhosen bereits gab, bekamen die Babys keinen Windelausschlag mehr. Sie nannte diese Überhosen Boaters, weil sie die Babys „stay afloat“, „über Wasser“ hielt. Die finale Version des Boater entstand aus Fallschirm-Nylon und hatte zusätzlich anstelle von Sicherheitsnadeln Druckknöpfe aus Kunststoff und Metall.
Den Boater verkaufte sie erstmals 1949 in New York und fand reißenden Absatz bei den Müttern. 1951 bekam sie das Patent für den Boater und arbeitete an der Wegwerfwindel aus Papier. Es war nicht einfach, eine Papiersorte zu finden, die schnell genug Flüssigkeit aufsaugen konnte, um Feuchtigkeit von der Babyhaut fernzuhalten und so den Windelausschlag zu verhindern.
Donovan bot ihre Erfindung mehreren Papierfabriken in den USA an und wurde stets nur belächelt. Zehn Jahre später hat Victor Mills (Chemieingenieur beim Industriegiganten Procter & Gamble) mit der Erfindung der Pampers ein Vermögen verdient.
Marion Donovan schloss 1958 ein Studium der Architektur an der Yale University ab und ließ 1980 ihr selbst entworfenes Haus in Greenwich, Connecticut bauen. Sie hielt insgesamt über ein Dutzend Patente, die meisten Erfindungen waren Haushaltsutensilien.

## Ehrungen
2015 wurde sie in die National Inventors Hall of Fame aufgenommen.
Die Landeshauptstadt Hannover beschloss 2019, eine Straße im neuen Wohngebiet Kronsrode im Stadtbezirk Kirchrode-Bemerode-Wülferode nach ihr zu benennen.